# Affliction (film)
Pour les articles homonymes, voir Affliction.
Pour plus de détails, voir Fiche technique et Distribution.
Affliction est un film américain réalisé par Paul Schrader et sorti en 1997. Il s'agit d'une adaptation du roman du même nom de Russell Banks.
Le film est présenté en avant-première à la Mostra de Venise 1997. À sa sortie, le film reçoit des critiques globalement positives, plébiscitant principalement les performances de Nick Nolte et James Coburn. Ce dernier obtient par ailleurs l'Oscar du meilleur acteur dans un second rôle en 1999. En revanche, le film n'est pas un succès commercial.

## Synopsis
Wade Whitehouse est shérif de Lawford, un petit village du New Hampshire. Selon son ex-femme Lillian, il est un moins-que-rien qui n'a rien réalisé dans sa vie. Margie Fogg, sa petite amie, l'accepte cependant tel qu'il est. Par ailleurs, Wade tente d'obtenir la garde de sa fille, Jill.
Jack Hewitt, un ami de Wade officiant comme guide de chasse, part avec un riche homme d'affaires, Evan Twombley. Seul Jack en revient vivant. Wade va alors commencer à enquêter. Si Jack insiste pour dire que c'était un accident de chasse, Wade est le seul à le croire coupable. Ses doutes s'accroissent surtout quand il est informé que la victime devait prochainement témoigner dans un procès. Par ailleurs, l'échec de sa vie personnelle et ses démons intérieurs vont rattraper Wade. Il doit également gérer son père alcoolique, Glen, qui était jadis très violent envers Wade et son frère, Rolfe.

## Fiche technique
Sauf indication contraire, les informations mentionnées dans cette section peuvent être confirmées par la base de données cinématographiques IMDb,  présente dans la section « Liens externes ».
- Titre original et français : Affliction
- Réalisation : Paul Schrader
- Scénario : Paul Schrader, d'après le roman Affliction de Russell Banks
- Musique : Michael Brook
- Photographie : Paul Sarossy
- Montage : Jay Rabinowitz
- Décors : Anne Pritchard
- Costumes : François Laplante
- Production : Linda Reisman

Producteurs délégués : Nick Nolte et Barr B. Potter
- Sociétés de production : Largo Entertainment, Reisman Productions et Kingsgate Films
- Distribution : Lionsgate et Opening distribution
- Pays de production :  États-Unis
- Langue originale : anglais
- Budget : 6 millions de dollars[1]
- Genre : Drame policier
- Durée : 114 minutes
- Dates de sortie :
  - Italie : 28 août 1997 (Mostra de Venise)
  - États-Unis : 30 décembre 1998
  - France : 3 février 1999

## Distribution
- Nick Nolte (VF : José Luccioni) : Wade Whitehouse
- Brigid Tierney : Jill
- Holmes Osborne (VF : Bernard Woringer) : Gordon LaRiviere
- Jim True-Frost (VF : Ludovic Baugin) : Jack Hewitt
- Tim Post (VF : Didier Cherbuy) : Chick/Chuck Ward
- Christopher Heyerdahl (VF : Bruno Carna) : Frankie Lacoy
- Marian Seldes (VF : Anne Ludovik) : Alma Pittman
- Mary Beth Hurt : Lillian
- Sissy Spacek (VF : Régine Teyssot) : Margie Fogg
- Wayne Robson (VF : Philippe Bellay) : Nick Wickham
- Sean McCann : Evan Twombley
- Charles Edwin Powell (VF : Lionel Melet) : Jimmy Dane
- James Coburn (VF : Michel Modo) : Glen Whitehouse
- Susie Almgren (VF : Catherine Privat) : Mrs. Gordon
- Steve Adams (VF : Jean-François Aupied) : Mel Gordon
- Willem Dafoe (VF : Patrick Laplace) : Rolfe Whitehouse
- Mark Camacho : Clyde
- Ralph Allison (VF : Daniel Lafourcade) : le révérend Doughty
- Eugene Lipinski : J. Battle Hand

## Production
Le scénario est adapté du roman Affliction de Russell Banks publié en 1989. Après avoir écrit le script, Paul Schrader a mis près de quatre ans pour trouver un financement.
Le rôle de Glen a été refusé par Paul Newman et James Garner. Ils trouvaient notamment le rôle trop sombre. Le second propose alors le nom de son ami James Coburn, qui s'était plus ou moins éloigné des plateaux. Pour étoffer son personnage alcoolique, l'acteur avoue s'être en partie inspiré du réalisateur Sam Peckinpah avec lequel il a régulièrement travaillé.
Le tournage a lieu au Québec (Montréal, Huntingdon, Belœil, Hudson, Otterburn Park, Saint-Jean-Baptiste, Howick, Très-Saint-Sacrement). Bien que l'action soit censée se dérouler dans le New Hampshire, le film a été tourné au Québec. Le réalisateur souhaitait en effet que l'action du film se déroulât sous la neige et redoutait un hiver trop doux dans le New Hampshire.

## Accueil

### Critique
Sur l’agrégateur de critiques Rotten Tomatoes, il obtient 88% d'avis favorables pour 50 critiques et une note moyenne de 7,6⁄10. Le consensus suivant résume les critiques compilées par le site : « Sombres et lugubres, les performances "coup de poing", en particulier la représentation "efficace" de Nolte d'une âme maltraitée, sont la raison de voir ce film ». Sur Metacritic, qui utilise une moyenne pondérée, le film obtient une note de 79⁄100 pour 35 critiques. Sur le site AlloCiné, qui recense 14 critiques de presse, le film obtient la note moyenne de 4,1⁄5.
Roger Ebert du Chicago Sun-Times lui donne la note de 4/4. Dans The New York Times, Janet Maslin écrit notamment « [Nick Nolte] donne la meilleure performance de sa carrière dans le nouveau film tranquillement renversant de Paul Schrader [...] Comme De beaux lendemains, un film plus méditatif et élégant mais moins immédiat, film volcanique, Affliction trouve le sens profond d'une tragédie trop crédible. » Lisa Schwarzbaum d'Entertainment Weekly décrit le film « un magnifique feel-bad movie ».
Dans Time Out Film Guild, Geoff Andrew décrit le film comme une « adaptation sensible mais plutôt ennuyeuse du roman de Russell Banks [...] le récit est trop flou et discret pour vraiment engager le cœur ou l'esprit. »
En 2018, le film est cité par le critique australien David Stratton dans son ouvrage 101 Marvellous Movies You May Have Missed (« 101 films merveilleux que vous avez peut-être manqués »).

### Box-office
| Pays ou région     | Box-office     | Date d'arrêt du box-office | Nombre de semaines |
| ------------------ | -------------- | -------------------------- | ------------------ |
| États-Unis, Canada | 6 330 054 $    | -                          | -                  |
| France             | 35 683 entrées | -                          | -                  |
| Total mondial      | 6 770 336 $    |                            |                    |

## Distinctions principales
(en) Récompenses pour Affliction sur l’Internet Movie Database

### Récompenses
- Oscars 1999 : meilleur acteur dans un second rôle pour James Coburn
- National Society of Film Critics Awards 1999 : meilleur acteur pour Nick Nolte
- Young Artist Awards 1999 : meilleure jeune actrice dans un second rôle pour Brigid Tierney

### Nominations
- Oscars 1999 : meilleur acteur pour Nick Nolte
- Golden Globes 1999 : meilleur acteur dans un film dramatique pour Nick Nolte
- National Society of Film Critics Awards 1999 : meilleur film
- Screen Actors Guild Awards 1999 : meilleur acteur pour Nick Nolte et meilleur acteur dans un second rôle pour James Coburn
- Satellite Awards 1999 : meilleur acteur dans un film dramatique pour Nick Nolte
- Film Independent's Spirit Awards 1999 : meilleur film, meilleure réalisation, meilleure photographie, meilleur acteur pour Nick Nolte, meilleur acteur dans un second rôle pour James Coburn et meilleur scénario